# Mei Qing

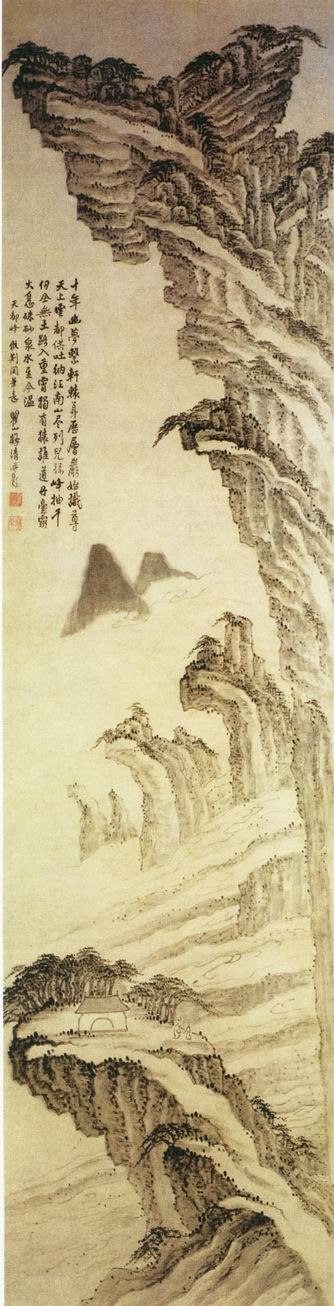
De Tiandu-top van de Gele Berg (天都峰), hangende rol met gewassen inkt op papier, collectie Paleismuseum in de Verboden Stad

Mei Qing (traditioneel Chinees: 梅清; ca. 1623–1697) was een Chinees kunstschilder, kalligraaf en dichter uit de Qing-periode. Zijn omgangsnaam was Yuangong (渊公 of 远公) en zijn artistieke namen Qushan (瞿山: 'Berg Qu'), Xue Lu (雪庐: 'Winterhut') en Lao Qu Fan Fu (老瞿凡父). Mei wordt soms gerekend tot de Vier Meesters van Anhui.
Mei werd geboren in Xuancheng in de provincie Anhui. In zijn shan shui-landschappen volgde hij aanvankelijk de stijl van Wang Meng (1308–1385), een van de 'Vier Meesters van de Yuan-dynastie'. Later creëerde Mei zijn eigen vrije stijl, waarbij hij zich liet inspireren door zijn reizen door de bergketen Huangshan. De monnikschilder Shitao (1642–1707) was met Mei bevriend en zijn vroege schilderwerken vertonen Mei's schilderstijl.
Naast berglandschappen was Mei ook bedreven in kalligrafie en poëzie. Bekende werken van hem zijn Collectie van het Tianyan-paviljoen (天延阁集; pinyin: Tiān yán gé jí) en Mei Shi-bloemlezing (梅氏诗略; pinyin: Méi shì shī lüè).
- Gemeinsame Normdatei: 142677140
- International Standard Name Identifier: 0000 0003 9034 5821
- Library of Congress Control Number: n84089225
- Nationale bibliotheek van Australië: 36731977
- Nederlandse Thesaurus van Auteursnamen: 173610250
- Trove: 1439783
- Union List of Artist Names: 500125673
- Virtual International Authority File: 283949484
- WorldCat: E39PBJf49CCxGcgBJK8KjVB3wC